# Ингвартсен, Маркус
Ма́ркус Хёйриис И́нгвартсен (дат. Marcus Højriis Ingvartsen; 4 января 1996, Фарум, Дания) — датский футболист, вингер клуба «Сан-Диего». Выступал за сборную Дании.

## Клубная карьера
Ингвартсен является воспитанником датского клуба «Норшелланн», академию которого он закончил в 2013 году. С того же сезона 2013/14 молодого игрока стали подпускать к основному составу. 28 февраля 2014 года Маркус дебютировал в датской Суперлиге в поединке против «Виборга», выйдя на замену на 84-й минуте вместо Марио Тичиновича. Всего в дебютном сезоне провёл две встречи.
В сезоне 2014/15 Маркус стал появляться на поле гораздо чаще. Всего за чемпионат провёл 14 игр, в пяти из которых выходил в стартовом составе. Также он сумел дважды отличиться, 25 мая 2015 года он отметился дублем в ворота «Хобро».
С сезона 2015/16 Маркус — основной нападающий «Норшелланна». Он принял участие в 23 матчах, где отличился пять раз. Сезон 2016/17 также начал в основе поединком против того же «Виборга» и сразу же успел отличиться.
В сезоне 2017/18 Маркус Ингвартсен перешел в бельгийский «Генк». В июне 2019 года Ингвартсен подписал контракт с «Унионом» из Берлина до июня 2022 года.
30 августа 2021 года Ингвартсен был арендован «Майнцем 05» до конца сезона с возможностью выкупа. По окончании сезона Ингвартсен был выкуплен «Майнцем», подписав с клубом контракт до 2025 года.
7 июля 2023 года Ингвартсен вернулся в «Норшелланн».
19 марта 2024 года было объявлено о переходе Ингвартсена в будущий клуб MLS «Сан-Диего», вступающий в лигу в сезоне 2025. Датчанин подписал с американским клубом трёхлетний контракт до конца сезона 2027 с клубными опциями продления до конца сезона 2029.

## Карьера в сборной
Ингвартсен принимал участие в матчах юношеских сборных различных возрастов. Выходил на поле в квалификационном и элитном отборочных раундах к чемпионату Европы 2015 года среди юношей до 19 лет.
С 2015 года — игрок молодёжной сборной Дании. Дебютировал за неё 3 сентября 2015 года в товарищеском поединке против сверстников из Германии.
В марте 2021 года впервые получил вызов в сборную Дании главным тренером Каспером Юльманном для участия в матчах отборочного турнира чемпионата мира 2022 года против сборных Израиля, Молдавии и Австрии. 28 марта 2021 года дебютировал за сборную Дании в домашнем матче второго тура отборочного турнира чемпионата мира 2022 года против сборной Молдавии (8:0), выйдя на замену на 78-й минуте вместо Матиса Йенсена, забил свой первый же гол за национальную команду на 89-й минуте игры, установив окончательный счёт.

## Статистика

### Матчи Ингвартсена за сборную Дании
| Матчи Ингвартсена за сборную Дании | Матчи Ингвартсена за сборную Дании | Матчи Ингвартсена за сборную Дании | Матчи Ингвартсена за сборную Дании | Матчи Ингвартсена за сборную Дании | Матчи Ингвартсена за сборную Дании |
| ---------------------------------- | ---------------------------------- | ---------------------------------- | ---------------------------------- | ---------------------------------- | ---------------------------------- |
| №                                  | Дата                               | Соперник                           | Счёт                               | Голы Ингвартсена                   | Соревнование                       |
| 1                                  | 28 марта 2021                      | Молдова                            | 8:0                                | 1                                  | Чемпионат мира 2022 (отбор)        |

Итого: 1 матч / 1 гол; 1 победа, 0 ничьих, 0 поражений.

## Достижения
«Генк»
- Чемпион Бельгии: 2018/19